# Козачка
Коза́чка — село в Україні, у Зміївській міській громаді Чугуївського району Харківської області. Населення становить 18 осіб. До 2020 орган місцевого самоврядування — Великогомільшанська сільська рада.
Село постраждало внаслідок геноциду українського народу, проведеного урядом СССР в 1932—1933 роках, кількість встановлених жертв у Великій Гомільші, Западні, Клименівці, Козачці — 383 людей.

## Географія
Село Козачка знаходиться біля витоків річки Вільшанка, нижче за течією на відстані 3 км розташоване селище Безпалівка, на відстані 2 км розташоване село Пасіки, за 2,5 км — село Безпалівка, за 4,5 км — село Таранівка. До села примикають великі лісові масиви, у тому числі урочище Водяне (дуб). За 3 км від села розташована залізнична станція Безпалівка.

## Історія
12 червня 2020 року, відповідно до Розпорядження Кабінету Міністрів України  № 725-р «Про визначення адміністративних центрів та затвердження територій територіальних громад Харківської області», увійшло до складу Зміївської міської громади.
19 липня 2020 року, в результаті адміністративно-територіальної реформи та ліквідації Зміївського району, село увійшло до складу Чугуївського району Харківської області.

## Населення

### Мова
Розподіл населення за рідною мовою за даними перепису 2001 року:
| Мова       | Кількість | Відсоток |
| ---------- | --------- | -------- |
| українська | 13        | 72.22%   |
| російська  | 5         | 27.78%   |
| Усього     | 18        | 100%     |